# Tetris
|  | Aquest article tracta sobre el videojoc. Si cerqueu el film, vegeu «Tetris (pel·lícula)». |

Tetris és un videojoc de tipus trencaclosques. Fou inventat per l'enginyer informàtic rus Aleksei Pàjitnov l'any 1984, mentre treballava a l'Acadèmia de Ciències de Moscou.

## Història
Pàjitnov es va inspirar en un joc molt conegut i tradicional a Rússia anomenat Pentaminó. El joc però, és d'origen àrab. Va programar una nova versió d'aquest joc en un ordinador Electronica 60. Explica la llegenda que Pàjitnov el creà en una sola tarda; és possible que la llegenda no falti a la veritat perquè Tetris es pot programar gairebé en qualsevol tipus de llenguatge de programació en una sola tarda. S'ha de tenir en compte que el realment complex del Tetris va ser dissenyar la seva mecànica de joc i no la programació en si mateixa. Avui en dia és molt senzill copiar les seves regles per jugar-hi.
Llançat per primera vegada al Japó el 14 de juny de 1989, sovint es venia amb el Game Boy original i va arribar a vendre més de 35 milions d'unitats a tot el món, convertint-se en el segon títol més venut de la història per aquesta plataforma.

### Els drets legals delTetris
Tetris començà a ser conegut quan Vadim Gerasimov, un noi de 16 anys que treballava a l'Acadèmia de Ciències, va portar el joc a IBM PC. Des d'allà es va distribuir gratuïtament a Hongria, on es va programar per a Apple II i Commodore 64 sense el coneixement de Pàjitnov. Aquestes versions van cridar l'atenció de Robert Stein president d'Andromeda, empresa intermediària dedicada a adquirir els drets de software i distribuir-los. Stein va intentar aconseguir els drets del joc. Abans d'aconseguir-los els va vendre a les empreses Mirrorsoft i la seva filial nord-americana: Spectrum Holobyte.

## Mecànica del joc
Unes peces bidimensionals de quatre blocs en diferents disposicions cauen des de la part superior de la pantalla. El jugador no pot impedir aquesta caiguda però pot decidir el lloc on caurà la peça i la seva rotació en 0°, 90°, 180° o 270°. Quan una línia horitzontal es completa, aquesta línia desapareix i totes les peces que estan a sobre descendeixen una posició, alliberant així espai de joc i, per tant, facilita la tasca de situar noves peces. La caiguda dels blocs s'accelera de forma constant. El joc s'acaba quan s'amunteguen fins a sortir de l'àrea de joc.

### Peces

Les set peces de Tetris Worlds. Tot i que les formes respecte al joc original no varien, els colors sí que ho fan.

Hi ha diferents versions del joc. L'original té set peces diferents. Llicències posteriors li van afegir formes suplementàries i hi ha fins i tot algunes versions tridimensionals.
Les peces s'assemblen a algunes de les lletres de l'abecedari (segons els colors de la imatge); la cian s'assembla a una I, la blava a una J, la taronja a una L, la groga a una O, la verda a una S, la lila a una T i la vermella a una Z; tot i que hi ha noms alternatius.
La versió original disposava de les peces ajuntades directament, sense diferenciar els blocs entre si, en canvi en les versions més modernes cada bloc està representat per un quadrat semblant a una rajola de xocolata, amb ombrejos inclosos per donar-li un toc de realisme.

## Diferents versions del joc
Quirks
És una variant del Tetris en què l'objectiu no és formar les clàssiques línies, sinó més aviat ajuntar grups de tres o més blocs del mateix color. Els Quirks són blocs d'un cert color aparellats en una peça. Aquestes peces cauen com en el Tetris clàssic. Té diferents modes de joc, com el duel contra la computadora i és representat per rivals virtuals en forma d'animals. Al derrotar a cada rival la dificultat i la velocitat del joc augmenten. S'ha d'afegir que cada cop que els jugadors ajunten un nombre determinat de blocs d'un cert color, cauen més quirks en la zona de l'oponent.
Magicaliss
L'objectiu en aquesta variant és també formar línies horitzontals amb els blocs però amb unes regles diferents. Al costat dret del tauler hi apareix una ruleta de colors, si el bloc és girat amb freqüència cap a la dreta o l'esquerra canviarà de color. Existeixen blocs de color brillant als que no se'ls pot canviar el color. Són útils perquè són com un comodí que es pot ajuntar amb blocs de qualsevol color. També hi ha els blocs negres que dificulten el joc, ja que si es fa una línia amb ells, aquesta línia mai desapareix. Si es forma una línia horitzontal amb blocs d'un mateix color o format amb blocs brillants, tots el blocs d'aquell color s'esborraran del tauler.

## Tetrisi matemàtiques
Si per exemple es produeix una llarga seqüència de peces en forma de Z, en algun moment el jugador es veurà forçat a deixar un espai a la cantonada dreta del tauler, sense poder omplir el forat anterior. Seguidament es produirà una seqüència de peces en forma de S i així fins que les peces s'amuntegaran i el joc s'acabarà.
Com que la distribució de les peces és aleatòria, aquesta seqüència abans esmentada es produirà en un moment o un altre. A la pràctica, això no passa perquè el generador de nombres pseudoaletoris utilitzat en la major part de les implementacions és un generador lineal de congruències que no retorna una seqüència així.
Fins i tot amb un generador teòricament perfecte de nombres aleatoris i gravetat ingènua, un bon jugador podria resistir la caiguda de 150 peces, totes en forma de Z o S. La probabilitat que, en un moment donat les pròximes 150 peces siguin totes en aquestes formes és de (2/7)150 ; aproximadament 2x10−82.
S'ha demostrat que diversos subproblemes del Tetris són NP-Complets.